# Мочульський Юрій Григорович
Юрій Григорович Мочульський (позивний «Рижий»; 6 травня 1995, с. Купче, Буський район, нині Золочівського району Львівської області — 29 серпня 2023, поблизу м. Кремінна, Сєвєродонецький район, Луганська область) — український спортсмен, легкоатлет, військовик. Старший сержант Збройних сил України. Учасник російсько-української війни, командир взводу у 12-й бригаді спеціального призначення «Азов» Національної гвардії України.

## Життєпис
Юрій Мочульський народився 6 травня 1995 року у селі Купче, Буського району (нині Золочівського району), Львівської області.
Навчався у Буському опорному закладі загальної середньої освіти I—III ступенів № 1 Буської міської ради. Під час навчання у школі він займався легкою атлетикою у Буській дитячо-юнацькій спортивній школі № 2 (нині — дитячо-юнацька спортивна школа імені О. Дем'янюка), спеціалізувався у бігу на середні дистанції. Досягнувши неабияких успіхів у спорті, був переведений до комунального закладу Київської обласної ради «Київський обласний центр олімпійської підготовки», що у містечку Терезине на Київщині. Юрій неодноразово виборював нагороди на обласних та всеукраїнських змаганнях з бігу на середні дистанції, був членом збірної команди Львівської області.
Після закінчення з відзнакою Львівського вищого професійного училища № 20 та здобувши професію автомеханіка, юнак у 2014 році вступив до Львівського державного університету фізичної культури імені Івана Боберського, по закінченню якого отримав диплом бакалавра. Ще під час навчання у виші здобув звання кандидата у майстри спорту з гірського бігу. Після завершення навчання працював автомеханіком за кордоном. Був майстром своєї справи.
У перший день повномасштабного вторгнення рф повернувся в Україну та вступив до лав 103-ї окремої бригади Сил територіальної оборони Збройних Сил України.
Виконував бойові завдання на східному напрямку. Попри отримане поранення, повернувся на фронт та вступив до лав «Азову», де швидко здобув прихильність та повагу побратимів та виконував обов'язки командира взводу.
Юрій загинув 29 серпня 2023 року під час виконання бойового завдання біля міста Кремінна, Сєвєродонецького району, Луганської області. Похований 9 вересня 2023 року у селі Купче.
У Юрія Мочульського залишилися батьки, дружина, сестра та брат з родинами.

## Нагороди
Указом Президента України № 35/2024 «Про відзначення державними нагородами України» від 29 січня 2024 року за особисту мужність і самовідданість, виявлені у захисті державного суверенітету та територіальної цілісності України, сумлінне та бездоганне служіння Українському народові у Національній гвардії України нагороджено орденом «За мужність» III ступеня Мочульського Юрія Григоровича (посмертно) — старшого сержанта.